# Kardex
Die Kardex Holding AG mit Sitz in Zürich ist ein Schweizer Unternehmen im Bereich Lagertechnik (Intralogistik, automatisierte Lagerlösungen und Materialflusssysteme). Die Kardex Holding AG ist international tätig und seit 1989 an der Schweizer Börse SIX Swiss Exchange kotiert. 2023 waren 2.500 Mitarbeitende weltweit in über 30 Ländern für die Gesellschaften der Kardex Gruppe aktiv. Die aus den beiden Segemten Automated Products (Business Unit Kardex Remstar) und Standardized Systems (Business Units Kardex Mlog und Kardex AS Solutions) bestehende Unternehmensgruppe erwirtschaftete 2023 einen Umsatz (netto) von 702,9 Millionen Euro.

## Kardex Remstar

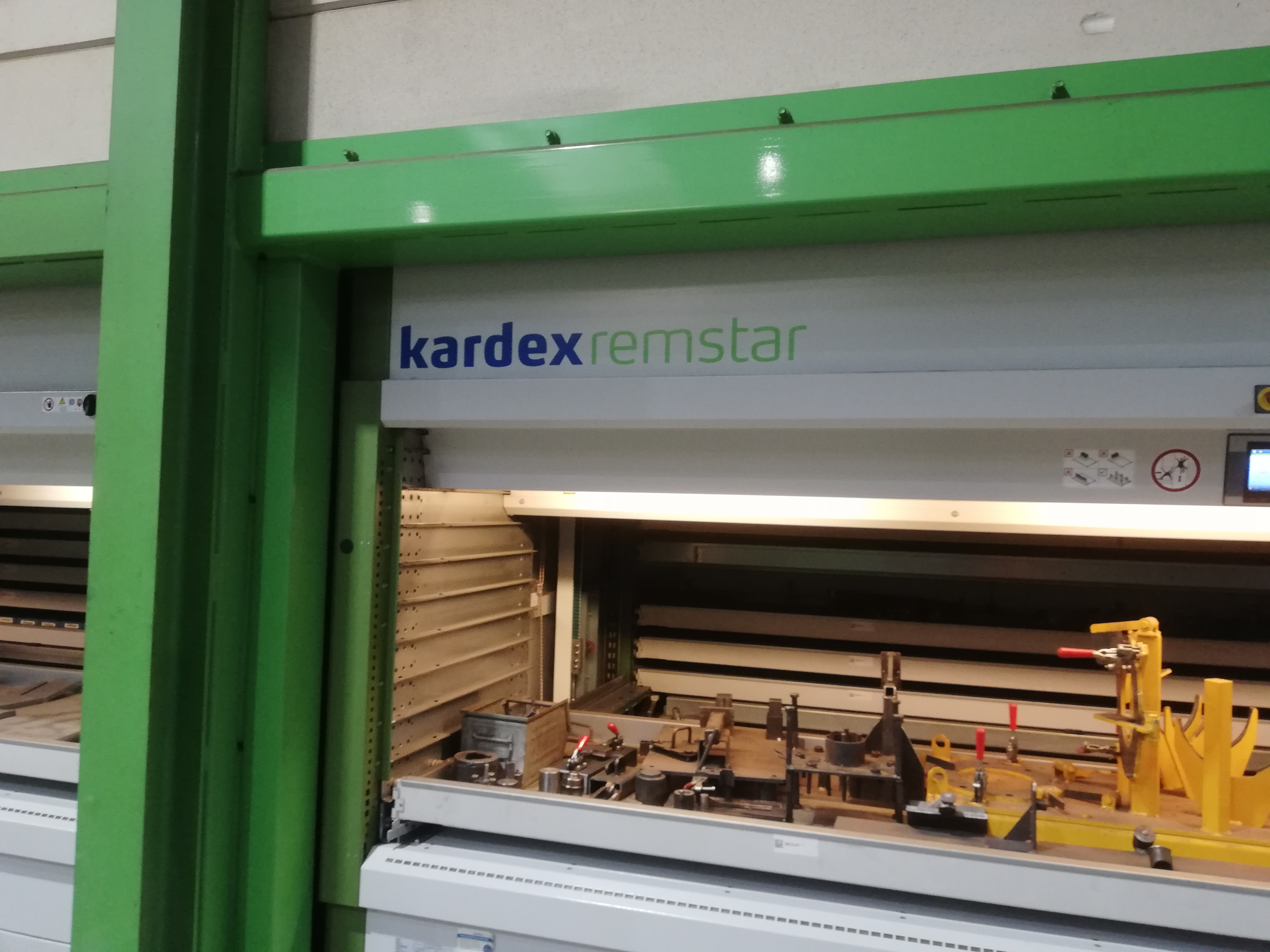
Kardex Remstar beim Landmaschinenhersteller Joskin

Kardex Remstar zählt weltweit zu den führenden Herstellern von automatisierten Lager- und Bereitstellungssystemen. Das Unternehmen ist weltweit mit über 30 Niederlassungen und Vertretungen präsent und bietet Kunden neben seinen automatisierten Lagergeräten umfassende Service- und Supportleistungen.
Das Unternehmen erzielte im Geschäftsjahr 2023 mit 1.950 Mitarbeitern einen Umsatz von 530,7 Millionen Euro. Head of Division ist Urs Siegenthaler. In Deutschland betreibt Kardex Remstar Produktionsstandorte in Neuburg an der Kammel und Bellheim, in den USA in West Columbia (South Carolina).

## Kardex Mlog
Kardex Mlog entwickelt, produziert und unterhält integrierte Materialflusssysteme und automatische Hochregallager. In den Geschäftsbereichen Neuanlagen, Modernisierung und Service agiert Kardex Mlog als Generalunternehmer und Vorlieferant von Komponenten und Systemlösungen aus eigener Fertigung. Dazu zählen unter anderem Regalbediengeräte mit Bauhöhen von bis zu über 40 Metern, Fördertechnik und der Materialflussrechner MCC. Neben individuell geplanten Anlagen bietet Kardex Mlog mit auch schlüsselfertige Systemlösungen an, darunter eine Verschieberegalanlage und ein Hubbalkenlager. Seit 2011 ist ein automatisches Kleinteilelager (AKL) für die Behälterlogistik im Programm.
Kardex Mlog erzielte im Geschäftsjahr 2023 mit 350 Mitarbeitern einen Umsatz von 113,4 Mio. Euro. Unternehmenssitz ist Neuenstadt am Kocher. Head of Division ist Hans-Jürgen Heitzer.

## Kardex AS Solutions
Die Kardex Holding AG hat im Jahr 2021 eine globale Partnerschaft mit AutoStore AS geschlossen. AutoStore bietet eine platzsparende und effiziente Lager- und Kommissionierlösung für Kleinteile, die auf autonomen Robotern basiert. Als globaler Partner ist Kardex weltweit in Vertrieb, Planung und Installation von AutoStore-Lösungen tätig. Kardex AS Solutions erzielte im Geschäftsjahr 2023 mit 85 Mitarbeitern einen Umsatz von 59,1 Mio. Euro.

## Geschichte
Kardex wurde 1977 in der Schweiz gegründet. Die einzelnen Unternehmensteile haben allerdings weit ältere Wurzeln, unter anderem in der 1873 in den USA gegründeten Remington Typewriter Company. Diese fusionierte 1927 mit der Rand Kardex Bureau, Inc. und der Powers Accounting Machine Company zur Remington Rand. Diese wiederum wurde 1955 von Sperry Corporation übernommen. Mitte der 1970er Jahre wurde der Bereich Lagertechnik ausgegliedert und von Kardex übernommen.
1981 gründete Kardex in den USA die Tochtergesellschaft Remstar, unter der sie noch heute auftritt. 1987 wurden sämtliche Beteiligungen in Kardex konsolidiert und diese an die Börse gebracht. 2001 erwarb Kardex die auf statische Regallagersysteme spezialisierte belgische Stow Gruppe.
Kardex Mlog geht auf das 1922 in Heilbronn gegründete Stahlbauunternehmen Erwin Mehne KG zurück, das zunächst im Stahlhoch- und Brückenbau, später auch im Kranbau tätig war. Ab 1968 trat die damalige Mehne GmbH zudem als Anbieter kompletter, automatisierter Hochregallager auf. 1989 wurde das Unternehmen von MAN übernommen und als MAN Logistics GmbH geführt. 2005 folgte der Verkauf im Rahmen eines Management-buy-outs. In der Folgezeit expandierte das nun unter MLOG Logistics GmbH firmierende Unternehmen auf dem europäischen Markt. 2009 wurden Produktion und Verwaltung an den heutigen Standort in Neuenstadt am Kocher verlegt. 2010 wurde die MLOG Logistics GmbH von der Kardex Holding AG übernommen und in die Kardex Gruppe integriert.
Die Private-Equity-Gesellschaft Avery‘s übernahm die Division Stow von der Kardex Gruppe per 31. Juli 2013, daraus entstand die heutige stow Group. 2020 beteiligt sich Kardex an dem Start-up Rocket Solution GmbH, das seinen Sitz in Wächstersbach hat. Das Unternehmen entwickelt standardisierte automatische Lager- und Bereitstellsysteme, bestehend aus dynamischen Lagerfahrzeugen, so genannten Rocket Shuttles, die sich innerhalb der Regale bewegen und Behälter und Tablare an den Schnittstellen des Systems bereitstellen.